# AirPods Max
AirPods Max — полноразмерные беспроводные Bluetooth-наушники, выпускаемые корпорацией Apple с 15 декабря 2020 года; самые крупные наушники в линейке AirPods (AirPods — вкладыши, AirPods Pro — внутриканальные наушники).
Главные особенности — система активного шумоподавления, адаптивный эквалайзер, пространственный звук,
функциональное управление[уточнить]. Имеют корпус из алюминия, оснащаются съёмными амбушюрами с «эффектом памяти».